# أرض حدية

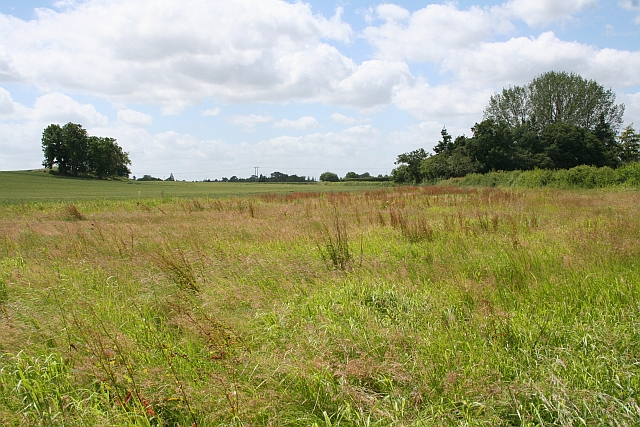
أرض حدية في بريطانية العظمى.

الأرض الحدية أو الأرض الهامشية (بالإنجليزية: Marginal land)‏، هي أرض ذات قيمة زراعية قليلة لأن المحاصيل المنتجة من المنطقة ستكون أقل من أي إيجار يدفع للوصول إلى المنطقة. الأرض التي تكون على هامش الزراعة، بمعنى الأرض التي تستحق زراعتها بالتكلفة الحدية لعمل ذلك وبالأسعار الحالية للمنتجات التي يمكن أن تنمو النباتات فيها. ومن الواضح بجلاء لذلك أن الأرض الحدية ليست هي الأرض ذات الجودة أو درجة الخصوبة المحددة، حيث إن التغير في التكاليف أو أسعار منتجات الأرض سوف تزيد أو تقلل من جودة الأرض الحدية.